# Akura
Akura este un sat din districtul Anantnag, în statul Jammu și Cașmir India. 
Conform recensământului din 2011 din India, satul are o populație de 3.048 de locuitori, dintre care 1.493 de bărbați și 1.555 de femei.